# José Mendes Alcobia
José Mendes Alcobia (Pias, Ferreira do Zêzere, 28 de Novembro de 1914 - Beja, 2 de Fevereiro de 2003) foi um sacerdote e musicólogo português.

## Biografia

### Nascimento e formação
José Mendes Alcobia nasceu em Pias, no concelho de Ferreira do Zêzere, em 28 de Novembro de 1914. Frequentou o Seminário dos Olivais, em Lisboa, onde estudou o canto gregoriano e tocou o órgão.

### Carreira eclesiástica
Em 1944, deslocou-se para a paróquia de Ferreira do Alentejo, onde se destacou pelos seus esforços em prol da cultura e do ensino, incluindo a fundação do Externato Nuno Álvares e do Sporting Clube Ferreirense, e do grupo de coral Os Trabalhadores de Ferreira e Os Rurais, este último na Figueira dos Cavaleiros.
Dedicou-se ao cante alentejano, em conjunto com Lopes Graça e Michel Giacometti. Deixou vários milhares de horas em registos sonoros. Em 2000, foi entrevistado pelo jornalista Manuel Vilas Boas da TSF Rádio Notícias, onde defendeu que o cante alentejano tinha as suas origens na música coral religiosa da região, tendo afirmado que o cante alentejano podia ser comparado, na forma e no estilo, ao canto gregoriano.

### Falecimento
Faleceu no Seminário de Beja em 2 de Fevereiro de 2003, tendo sido sepultado em Ferreira do Alentejo.

## Homenagens
Devido ao seu contributo para a cultura tradicional portuguesa e o cante alentejano, foi homenageado com a Medalha de Mérito Turístico em 1981.